# Riccardo Bonetto
Riccardo Bonetto (ur. 20 marca 1979 w Asolo) – włoski piłkarz grający na pozycji obrońcy w Bassano Virtus 55.

## Kariera klubowa
Pierwszym klubem Bonetto był Juventus F.C., z którego wypożyczany był do Novary, Fermany, belgijskiego Beveren oraz Arezzo. W 2001 roku został sprzedany do Empoli FC, gdzie spędził pięć lat. Był w tym czasie wypożyczany do Lucchese oraz dwukrotnie do Ascoli. W barwach Empoli zadebiutował w Serie A, w sezonie 2005-06 i zagrał w niej 17 meczów. Po wygaśnięciu kontraktu z Empoli przeszedł do rzymskiego S.S. Lazio, zagrał tam w dziewięciu meczach ligowych w sezonie 2006-07. Następne dwa sezony spędził w klubach występujących w Serie B, Bologna FC i Livorno. Z obiema drużynami wywalczył awans do Serie A. W sezonie 2009-10 powrócił do Lazio, jednak nie zagrał w nim żadnego meczu. W 2011 roku przeszedł do Bassano Virtus 55.